# Роговатое
Рогова́тое (диалект. Рогова́тка, Рогова́товка) — однодворческое село в Старооскольском городском округе Белгородской области России, центр Роговатовской сельской территории.
Третий по величине населённый пункт округа после Старого Оскола и села Городище.

## География
Село расположено в 46 километрах от районного центра — города Старый Оскол, на возвышенности между реками Боровая Потудань и Скупая Потудань.

## История
Основано 8 (18) мая 1663 года как деревенька Роговатовская в составе Новооскольского уезда Белгородской засечной черты.
Административно входило в состав:
1721—1727 гг. — Новооскольского уезда Киевской губернии;
1727—1779 гг. — Новооскольского уезда Белгородской губернии;
1779—1928 гг. — Нижнедевицкого уезда Воронежской губернии;
1928—1929 гг. — Шаталовского района Воронежского округа Центрально-Чернозёмной области;
1929—1930 гг. — Шаталовского района Старооскольского округа Центрально-Чернозёмной области;
1930—1954 гг. — Шаталовского района Воронежской области;
1954—1963 гг. — Шаталовского района Белгородской области;
С 1963 года — Старооскольского района Белгородской области.

## Администрация
Административные функции в селе исполняет управление сельской территории, созданное в 2008 году. В рамках муниципального устройства село Роговатое является одной из частей Старооскольского городского округа.

## Экономика
Сельское хозяйство является основной отраслью экономики села. ОАО «Агрофирма „Роговатовская нива“» занимается земледелием, компании ООО «Оскольский бекон-1», «Оскольский бекон-2» и «Оскольский бекон-3» — свиноводством.
Сфера услуг имеет особое значение: в селе действуют сети магазинов ООО «Роговатовское» (является также владельцем рекреационной зоны «Запольное» — популярного места отдыха горожан — любителей рыбалки), ООО «Родник», ЗАО «Потуданский кооператор» и ООО «Агроторг» (бренд — Пятёрочка).

## Население
| 1859 | 1897  | 1959  | 1979  | 2002  | 2010  |
| ---- | ----- | ----- | ----- | ----- | ----- |
| 4637 | ↗6805 | ↘6509 | ↘5332 | ↘3014 | ↘3001 |

## Этнография и традиции

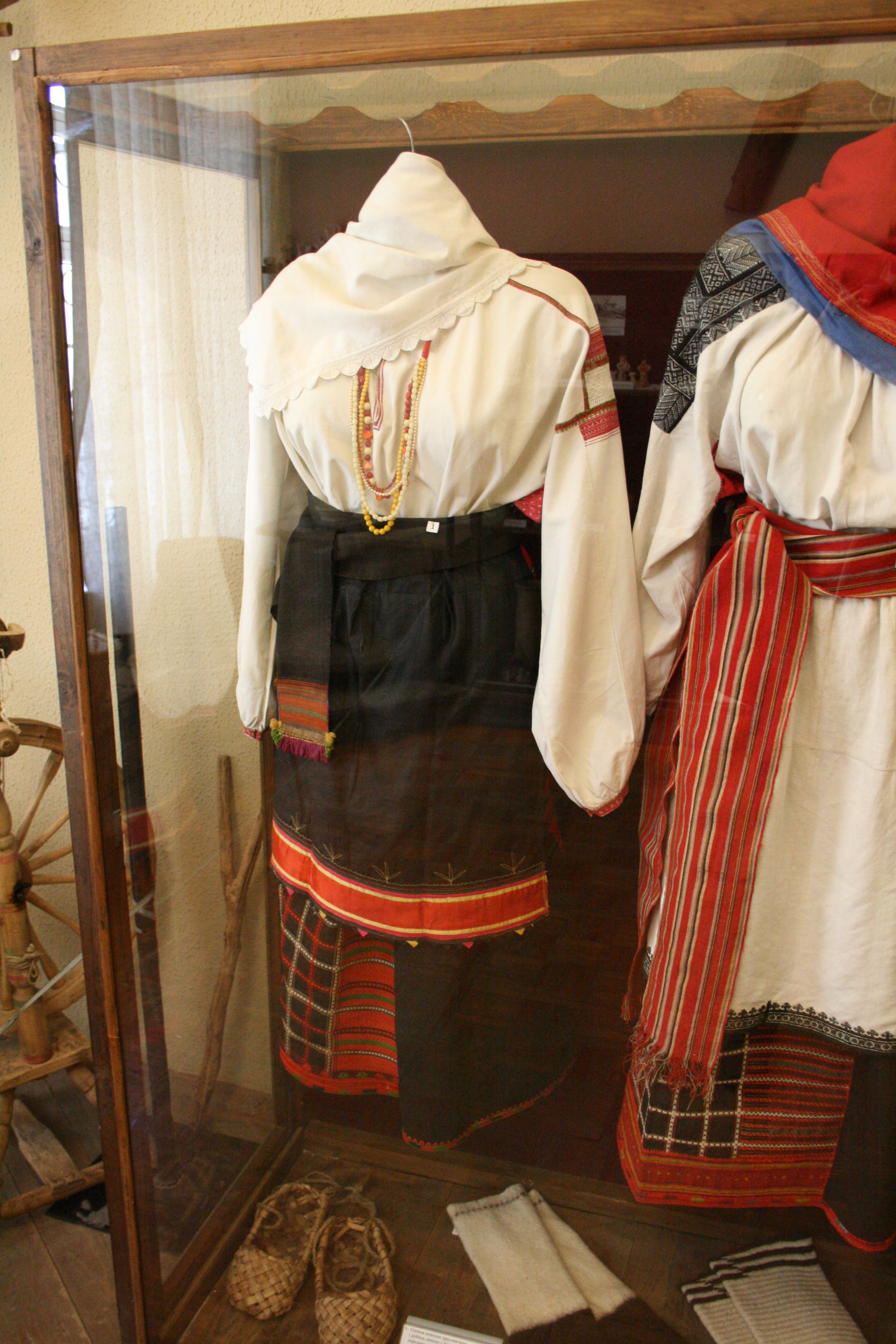
Праздничная женская одежда (рубаха, понёва с прошвой, платок, передник, пояс — покромка) села Роговатое конца XIX века

В село совершаются экспедиции из Института русского языка по изучению говора местных жителей. Исследователи отмечают особенность речи роговатовцев, которая отличается от юго-западных говоров. В 2018 году корпус текстов на говоре села был размещён онлайн в открытом доступе.
Традиционная одежда села Роговатое своеобразна. У женщин это понёвный комплекс, у девушек — сарафан. Основу женского костюма составляет рубаха, состоящая из двух частей, верхней и нижней, соединённых поперечным швом. Обычно рубаху шили из конопляного домотканного, или льняного покупного холста. Преобладала рубаха с плечевыми вставками, «поликами». Вышивалась рубаха только красными или чёрными нитями. Рубаха подпоясывалась тканым шерстяным поясом с махрами на концах. Понёву шили из чёрной шерстяной клетчатой ткани. Понёва состоялась из трех полотнищ, а четвёртая — чёрная прошва. Прошва при надевании располагалась впереди и с боку. Понёвы делились на будничные и праздничные. Будничные, как правило, почти не украшались.
В селе традиционно носили понёвы из различных вариантов ткани, и каждый тип имел своё название:
1. «Посигушка» — старухами по будням;
2. «Старушечьи полосы» — старухами в праздники;
3. «Дурочка» — по будням;
4. «Краснополоска» — по будням;
5. «Частоклетка» — по будням;
6. «Голоклетка» (расшитая) — молодухами в праздник;
7. «Расшенацкая» — молодухами в праздник.

Понёва готовилась к свадьбе, её надевала невеста на второй день свадьбы, затем носила молодая женщина только по великим годовым праздникам.
Девичий сарафан шили из чёрной однотонной шерстяной ткани. Девушки также могли носить юбку. Обязательным элементом костюма был фартук, как правило чёрного цвета. Девушки носили фартук с двумя пришитыми яркими лентами, женщины — с одной лентой. Головным убором у женщин была сорока. В то же время в начале XX века самым любимым головным убором роговатовских женщин был платок. Платки были самыми разнообразными: турецкие, шерстяные клетчатые, бурашные, заграничные ситцевые, шерстяные с коробочками, а также астаме́тные по красной и по чёрной земли (красная или чёрная основа). Девушки на выданье носили венчик. Мужские рубахи — с прямыми поликами, пришитыми по утку, редко встречающиеся у русских.
У щекольщиков села Роговатое сохранились некоторые архаичные черты в женской одежде (рогатая кичка и т. п.), а вышивки на рубахах схожи с вышивками на старинных рубахах с Черниговщины.
Кулинарный специалитет села Роговатое — каша из пшена, т. н. катанка. Ежегодно в селе проходит фестиваль русской кухни «Роговатовская катанка»..

## Транспорт
К селу курсируют автобусы официального перевозчика администрации города ООО «Оскольские пассажирские перевозки» — автобусы № 565 «Автовокзал-Роговатое (ост. Баня)» и № 566 «Старый Оскол—Роговатое—Преображенка».

## Инфраструктура
В селе действуют: больница, поликлиника, аптека, ветеринарная лечебница, средняя школа, детский сад, почтовое отделение, отделение Сбербанка, отделение полиции, парикмахерская, библиотека, музей, дом культуры, общественная баня, автошкола, 8 магазинов, кафе, общественный стадион, танцплощадка со сценой, 3 парка (Детский парк, Парк Победы и Иорданский парк), общественное кладбище (основано в 1773 году), храм Сергия Радонежского.

## Памятники архитектуры, искусства и истории
- Памятник роговатовцам, павшим в годы Великой Отечественной войны 1941—1945 гг. (площадь Победы, 1965; скульптор Е. Вутетич)
- Братская могила 300 советских воинов, павших при освобождении села со скульптурой солдата (площадь Победы)
- Здание провиантских складов на перекрестке улиц Сергея Шестова и Советская
- Жилой дом на ул. Комсомольская (XIX век)
- Жилой дом на ул. Некрасова (XIX век)
- Жилой дом на ул. Карла Маркса (начало XX века)
- Здание поликлиники (XX век)
- Здание бывшего Гагаринского Дома культуры (XX век)
- Храм Сергия Радонежского (2000 год)
- Памятный камень в честь строительства первого каменного храма (1866 год)
- Ансамбль муниципального кладбища (1773 год)

## Известные уроженцы
- Анненков, Александр Васильевич — доктор технических наук, заместитель министра путей сообщения РФ (июнь 1999 — март 2000), председатель Совета директоров группы компаний «АнРуссТранс»
- Исакова, Нина Дмитриевна — руководитель фольклорной группы
- Колесников, Митрофан Васильевич — колхозник, кавалер ордена Октябрьской революции
- Кострюков, Виктор Федорович — доктор химических наук
- Фомин, Михаил Петрович — советский государственный деятель, секретарь Старооскольского РК КПСС в 1966—1980 гг., председатель Белгородского облпотребсоюза